# Szczawno-Zdrój
Szczawno-Zdrój là một thị trấn thuộc huyện Wałbrzyski, tỉnh Dolnośląskie ở miền tây nam Ba Lan. Thị trấn có diện tích 15 km². Đến ngày 1 tháng 1 năm 2011, dân số của thị trấn là 5598 người và mật độ 380 người/km².